# Pau López
Pau López Sabata (* 13. Dezember 1994 in Girona) ist ein spanischer Fußballtorwart. Er steht als Leihspieler von Olympique Marseille bei Deportivo Toluca in Mexiko unter Vertrag.

## Karriere

### Verein
López stammt aus der Jugend des FC Girona und begann seine Profikarriere bei Espanyol Barcelona, wo er 2013/24 erstmals in dessen Reservemannschaft zum Einsatz kam. Sein Profidebüt für Espanyol gab er am 21. Spieltag der Saison 2014/15 gegen den FC Sevilla. Im Sommer 2016 ging López leihweise für ein Jahr zu Tottenham Hotspur, kam dort aber nur in der Premier League 2 für dessen U-23-Mannschaft zum Einsatz. Am 10. Juli 2019 unterschrieb er einen Vertrag bei der AS Rom bis 30. Juni 2024, wobei er dort mit 23,5 Millionen Euro den teuersten Torhütereinkauf der Clubgeschichte darstellt. Für die Saison 2021/2022 wechselte er auf Leihbasis zum französischen Erstligisten Olympique Marseille. Olympique Marseille erhielt eine Kaufoption. Die hierfür notwendige Mindestanzahl an Spielen in Höhe von 20 erreichte er – in der Folge entschied sich Marseille ihn fest zu verpflichten. Zur Saison 2024/25 wurde López für ein halbes Jahr an seinen Jugendverein FC Girona verliehen, kam dort zu einem Liga- sowie Pokaleinsatz und stand im Heimspiel UEFA Champions League gegen den FC Arsenal (1:2) auf dem Feld. Im folgenden Januar folgte dann eine weitere Leihe an den mexikanischen Erstligisten Deportivo Toluca.

### Nationalmannschaft
Von 2016 bis 2017 absolvierte der Torhüter fünf Partien für die spanische U-21-Auswahl, eine davon im Gruppenspiel der Europameisterschaft 2017 gegen Serbien (1:0) im polnischen Bydgoszcz. Am 18. November 2018 debütierte López dann auch für dessen A-Nationalmannschaft bei einem Testspiel gegen Bosnien-Herzegowina (1:0), als er in der 75. Minute für Kepa Arrizabalaga eingewechselt wurde. Sein zweites und bisher letztes Spiel bestritt López ein Jahr später in der EM-Qualifikation gegen Malta (7:0)